# Колесников, Семён Ефремович
Семён Ефремович Колесников (22 февраля 1921, Воробьевка, Пензенская губерния — 24 апреля 1997, Саранск) — механик-водитель танка Т-34 1-го танкового батальона 51-й гвардейской танковой Фастовской Краснознамённой, орденов Суворова, Кутузова и Богдана Хмельницкого бригады, гвардии старшина.

## Биография
Родился 22 февраля 1921 года в деревне Воробьёвка (ныне — Кочкуровского района Республики Мордовия). Окончил курсы механизаторов, работал трактористом в колхозе.
В 1940 году был призван в Красную Армию. Службу проходил в танковой части в городе Остров. В боях с немецко-вражескими захватчиками участвовал с июня 1941 года, воевал в составе 25-го отдельного танкового полка. Затем прошел переподготовку в учебном полку в городе Владимир.
На фронт вернулся в июле 1942 года механиком-водителем танка Т-34. Участвовал в битве на Курской дуге, в форсировании Днепра, освобождении Киева. Член ВКП/КПСС с 1943 года. К концу 1943 года гвардии старший сержант Колесников воевал в 315-м танковом батальоне 51-й гвардейской танковой бригады.
7 ноября 1943 года гвардии старший сержант Колесников отличился в бою за город Фастов. Экипаж Т-34, в котором он был, захватил более 20 повозок с военным имуществом, подбил вражеский танк.
Приказом от 23 декабря 1943 года гвардии старший сержант Колесников Семён Ефремович награждён орденом Славы 3-й степени.
В период боев 12-25 января 1945 года в районе города Радомско и Оппельн гвардии старшина Колесников вместе с экипажем огнём и гусеницами истребил свыше 20 солдат и офицеров, захватил склад с продовольствием.
Приказом от 7 марта 1945 года гвардии старшина Колесников Семён Ефремович награждён орденом Славы 2-й степени.
За период 1-13 апреля 1945 года в боях на подступах городу Берлин и в уличных боях в вражеской столице гвардии старшина Колесников проявил себя бесстрашным воином и мастером вождения в условиях тяжелой боевой обстановки. В бою за населенный пункт Целендорф направил свой танк на немецкую автомобильную колонну, перевозившую различные военные грузы и живую силу, и гусеницами раздавил до 15 автомашин. На подступах к Берлину в ночном бою раздавил две вражеские противотанковые пушки, мешавшие продвижению наших танков. В уличных боях в Берлине танк был подбит фаустпатроном. Колесников, будучи раненым, потушил пожар своей машины, в результате сохранил её как боевую единицу. После ранения продолжал вести танк на врага, пока он не получил ещё одно повреждение, и потерял подвижность. День Победы встретил в госпитале.
Указом Президиума Верховного Совета СССР от 27 июня 1945 года за исключительное мужество, отвагу и бесстрашие в боях с вражескими захватчиками гвардии старшина Колесников Семён Ефремович награждён орденом Славы 1-й степени. Стал полным кавалером ордена Славы.
После войны остался в армии, стал офицером. В 1965 году младший лейтенант Колесников уволен из армии.
Вернулся на родину. Работал бригадиром тракторной бригады в колхозе им. Суворова, село Булгаково Кочкуровского района. Последние годы жил в столице Мордовии городе Саранске.
Скончался 24 апреля 1997 года. Похоронен на кладбище села Булгаково.
Награждён орденом Отечественной войны 1-й степени, двумя орденами Красной Звезды, орденами «Знак Почета», Славы 3-х степеней, Трудовой Славы 3-й степени, медалями, в том числе «За отвагу».
В селе Булгаково его именем названа улица. На аллее Славы в селе Кочкурово установлен бюст.